# François-Christophe Kellermann
François-Christophe Kellermann, hertug af Valmy (født 28. maj 1735 i Strasbourg, død 23. september 1820 i Paris) var marskal af Frankrig. Han var far til François-Étienne Kellermann.